# Columbus Museum of Art
Columbus Museum of Art – muzeum sztuki w Columbus, założone w 1878 roku jako Columbus Gallery of Fine Arts. Muzeum posiada znaczącą kolekcję XIX- i XX-wiecznego malarstwa amerykańskiego, w tym największe na świecie repozytorium obrazów i litografii urodzonego w Columbus George'a Bellowsa.
W 1992 roku budynek Columbus Museum of Art został wpisany na listę National Register of Historic Places pod nr #92000173 (i pod pierwotną nazwą Columbus Gallery of Fine Arts). 

## Historia
W 1878 roku w celu stymulowania badań nad sztuką założono w Columbus szkołę artystyczną i zorganizowano wystawę dzieł sztuki. Wystawa dała początek muzeum, a szkoła artystyczna przekształciła się z czasem w Columbus College of Art and Design, położony na północ od obecnego muzeum. W latach 1919–1923 zbiory sztuki mieściły się w Sessions House przy East Broad Street. Projekt nowego budynku muzeum, utrzymanego w stylu neorenesansowym, powstał w firmie architektonicznej Richards, McCarty & Bulford. Budynek ukończono w 1932 roku. Przed jego frontonem założono obszerny, trawiasty dziedziniec, który stał się ogrodem rzeźby. Fronton budynku zdominowało obszerne, wysunięte do przodu wejście. złożone z trzech, łukowo sklepionych otworów drzwiowych. Narożniki flankujące wejście powtórzone zostały jako narożniki flankujące całą elewację frontową. Po obu stronach centralnego bloku znajdują się ogromne, płaskie reliefy dłuta Roberta Ingersolla Aitkena przedstawiające 66 znaczących artystów. W 1974 roku od strony północnej budynku dobudowano nowe wejście, prowadzące z parkingu, sklep z pamiątkami, pomieszczenia biurowe oraz galerię. Po stronie wschodniej muzeum znajduje się otoczony murem ogród rzeźby z dużym basenem, zaprojektowany przez angielskiego projektanta ogrodów i architekta krajobrazu Russella Page'a, uważanego powszechnie za jednego z najważniejszych architektów krajobrazu XX wieku.
Columbus Museum of Art odwiedza rocznie około 200 000 gości. Muzeum stawia sobie jako zadanie dostarczenie wszystkim zwiedzającym dogłębnych przeżyć związanych z wielką sztuką. Zadanie to jest realizowane poprzez wystawy, zwiedzanie z przewodnikiem, oraz programy przeznaczone dla poszczególnych grup, od dzieci do studentów.

## Zbiory
W zbiorach Columbus Museum of Art znajduje się wyjątkowa kolekcja sztuki amerykańskiej przełomu XIX i XX wieku oraz kolekcja europejskiej sztuki współczesnej, w tym zwracające uwagę przykłady dzieł impresjonizmu, niemieckiego ekspresjonizmu i kubizmu. Muzeum jest też znane z wyjątkowych kolekcji sztuki ludowej, takich jak największa publiczna kolekcja drewnianych rzeźb artysty ludowego Elijah Pierce'a oraz z największego na świecie repozytorium obrazów i litografii pochodzącego z Columbus George'a Bellowsa, powszechnie uważanego za najwybitniejszego amerykańskiego artystę swego pokolenia.
W 2001 roku Muzeum nabyło kolekcję zdjęć The Photo League, która zawiera fotografie Berenice Abbott, Eugenea Smitha i Weegee. W 2005 roku Muzeum zakupiło Philip and Suzanne Schiller Collection of American Social Commentary Art 1930–1970, uważanej przez Virginię Mecklenburg, głównego kuratora Smithsonian American Art Museum and the Renwick Gallery za najważniejszą tego typu kolekcję w Stanach Zjednoczonych. Kolekcja ta obejmuje dzieła takich artystów jak: Jacob Lawrence, Romare Bearden, Ben Shahn, Lucile Blanch, Lucienne Bloch, Paul Cadmus, George, Jared French, Rockwell Kent i George Grosz.

### Malarstwo amerykańskie

#### Obrazy George'a Bellowsa
George Bellows to pierwszy malarz realistyczny swojego pokolenia i najbardziej utalentowany amerykański litograf pierwszej połowy XX wieku. Był studentem Ohio State University, gdzie grał w baseball i koszykówkę oraz ilustrował rocznik uniwersytecki. W 1904 roku przeniósł się do Nowego Jorku, aby studiować sztukę. Był blisko związany z członkami grupy Ashcan School. Należący do niej artyści malowali sceny ze współczesnego życia miejskiego, a Bellows podążył ich tropem, malując sceny z życia biedoty, ale też wydarzenia sportowe i modne parki odwiedzane przez ludzi zamożnych. Wyrazem uznania dla sztuki Bellowsa było wybranie go w 1913 roku na członka National Academy of Design oraz zaproszenie do uczestnictwa w wystawie sztuki nowoczesnej Armory Show.

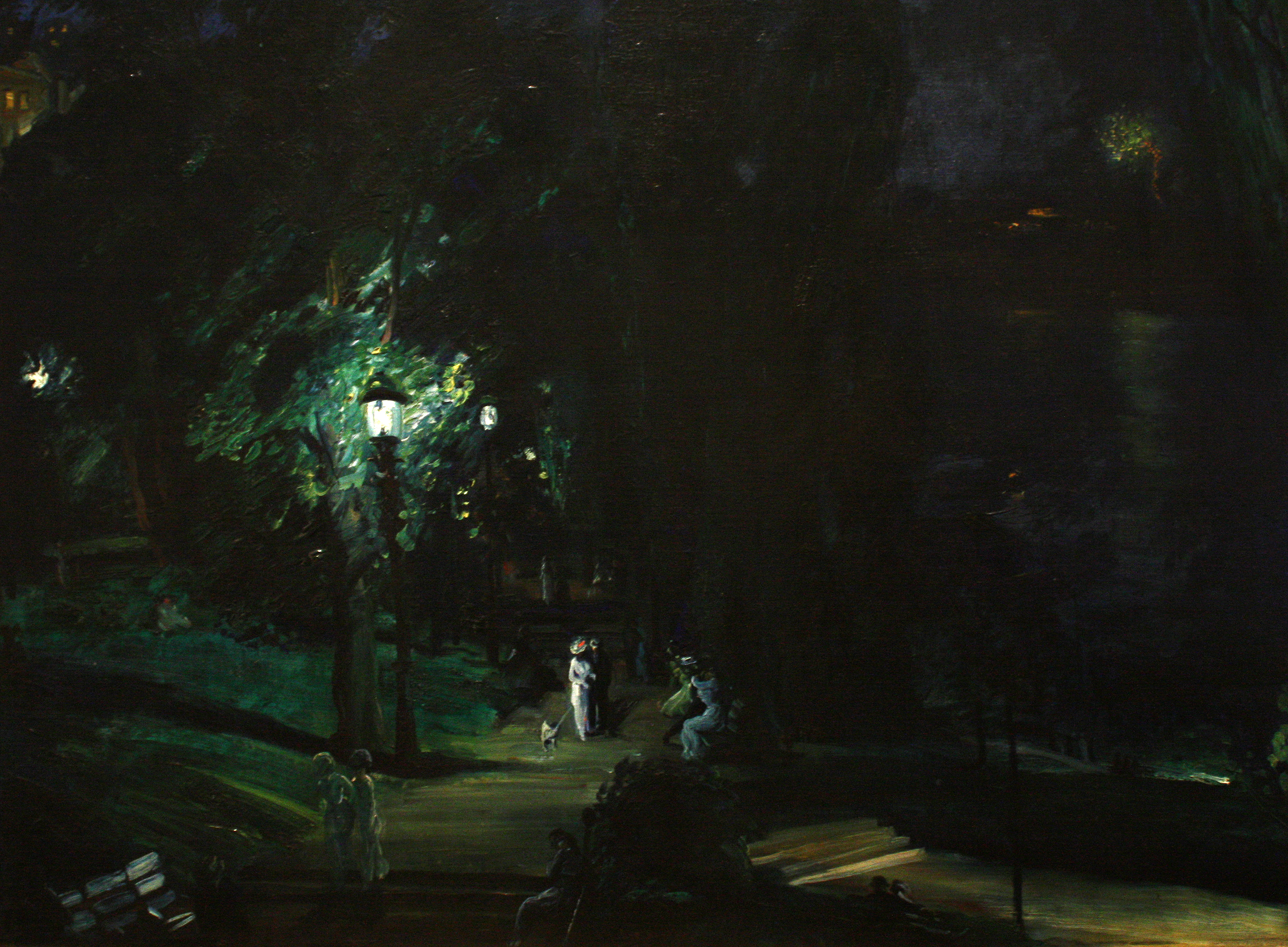
Riverside Drive w letnią noc, 1909
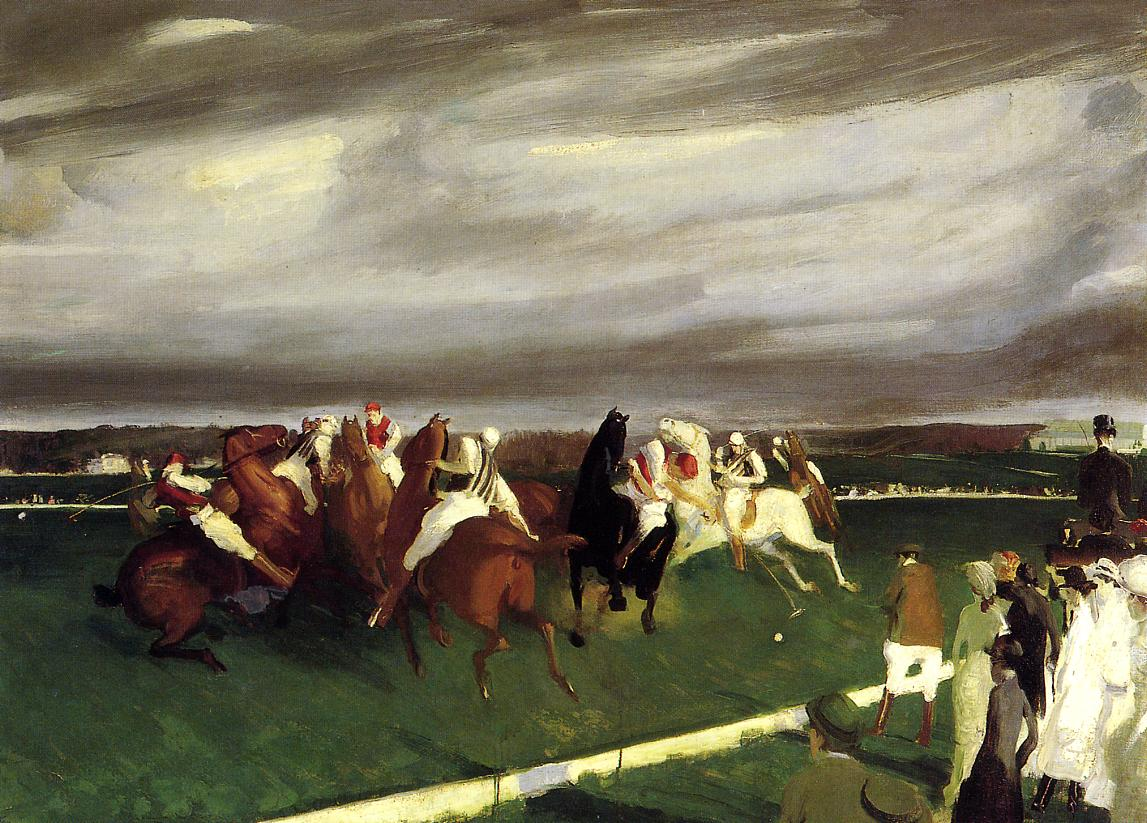
Polo w Lakewood, 1910
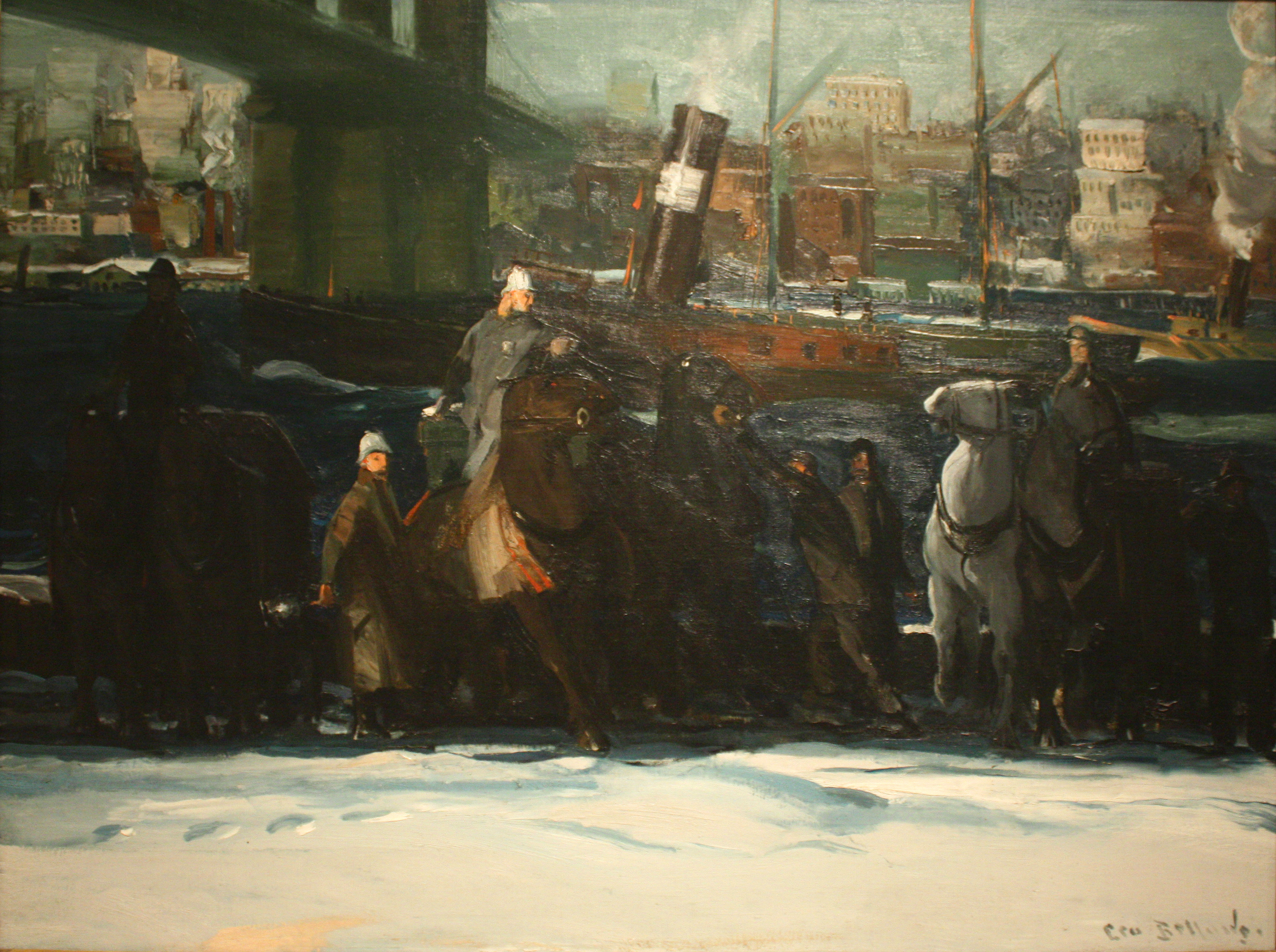
Robotnicy zrzucający śnieg, 1911
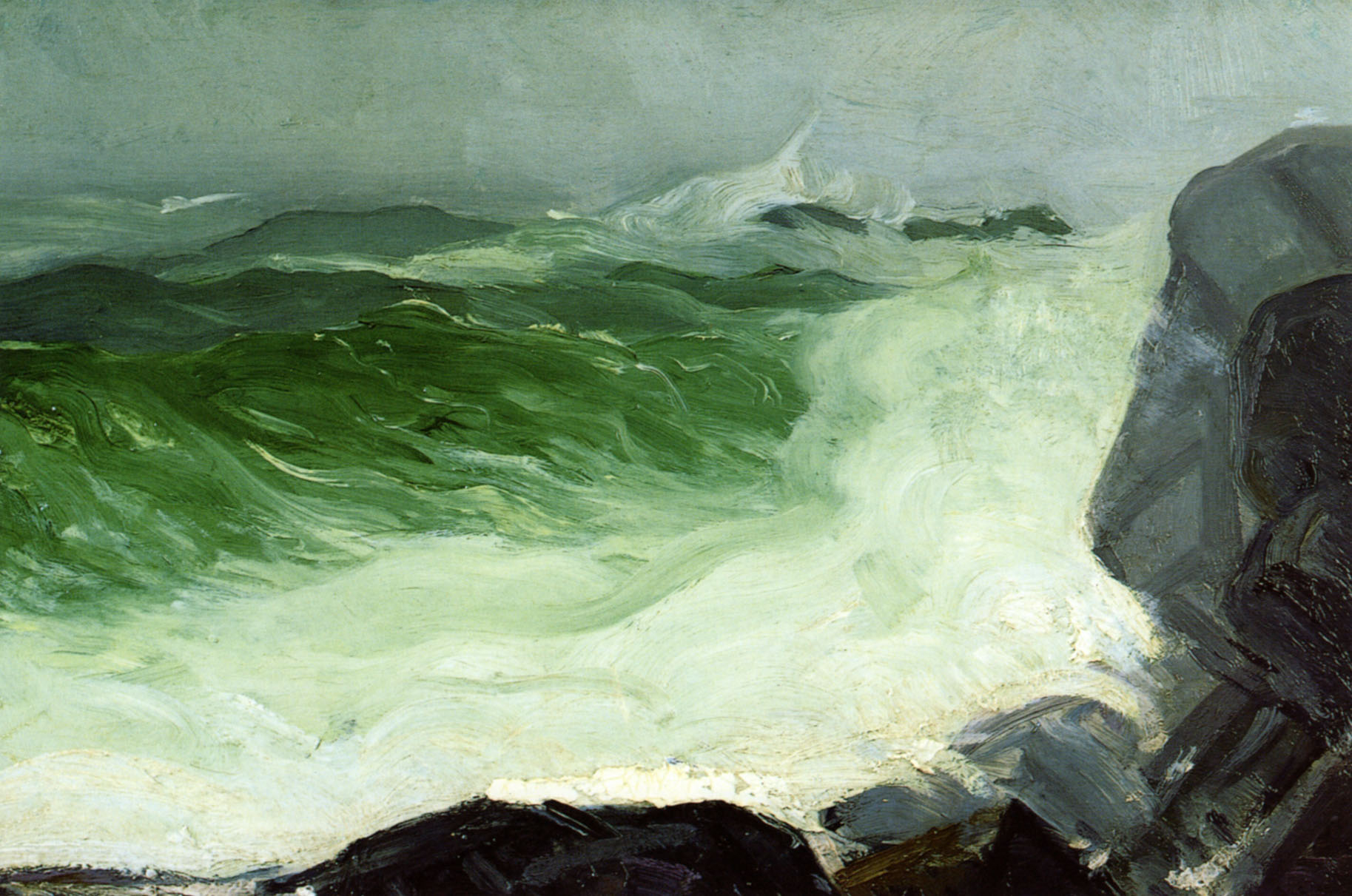
Szare morze, 1913
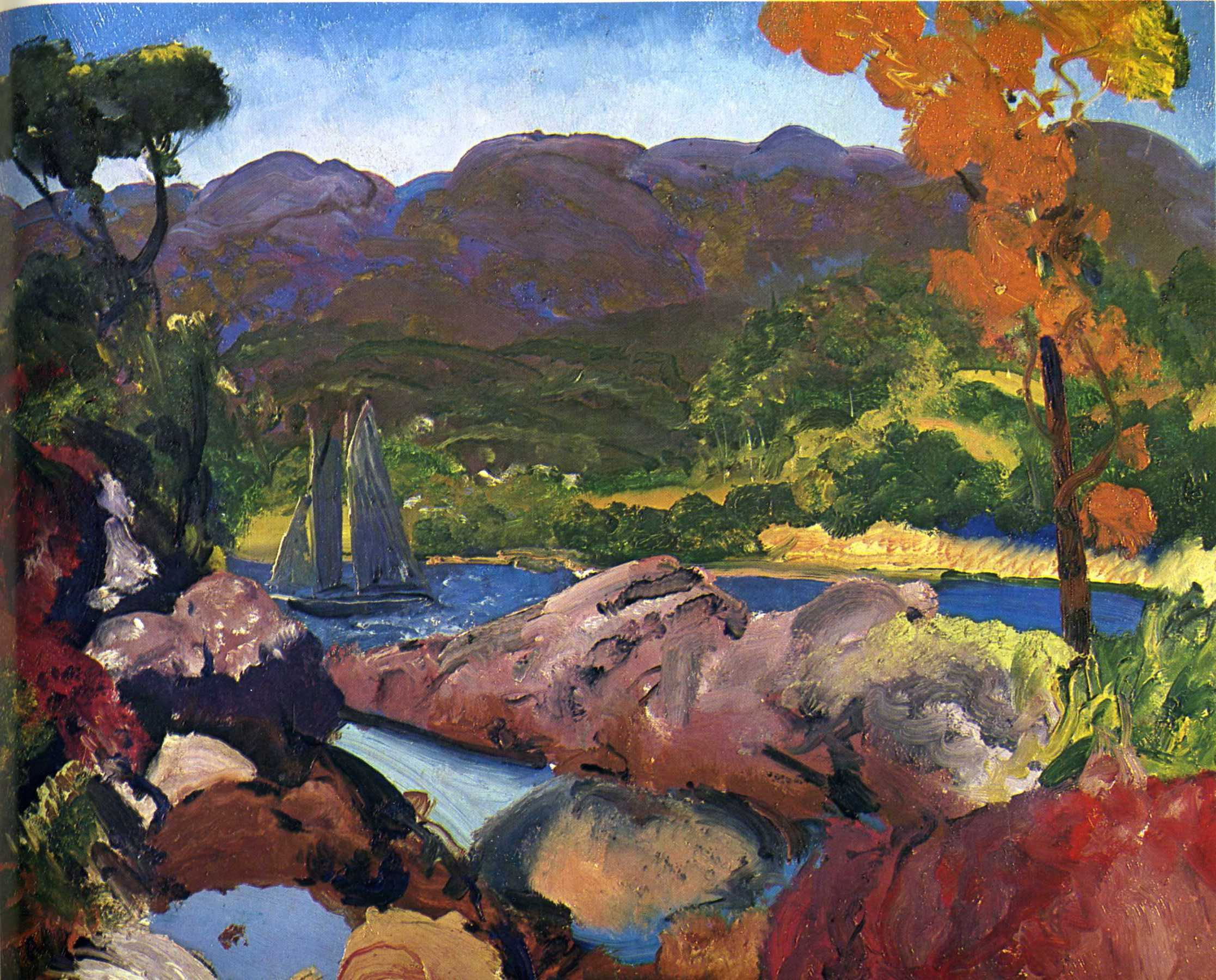
Nastrój jesieni, 1916

#### Obrazy innych malarzy

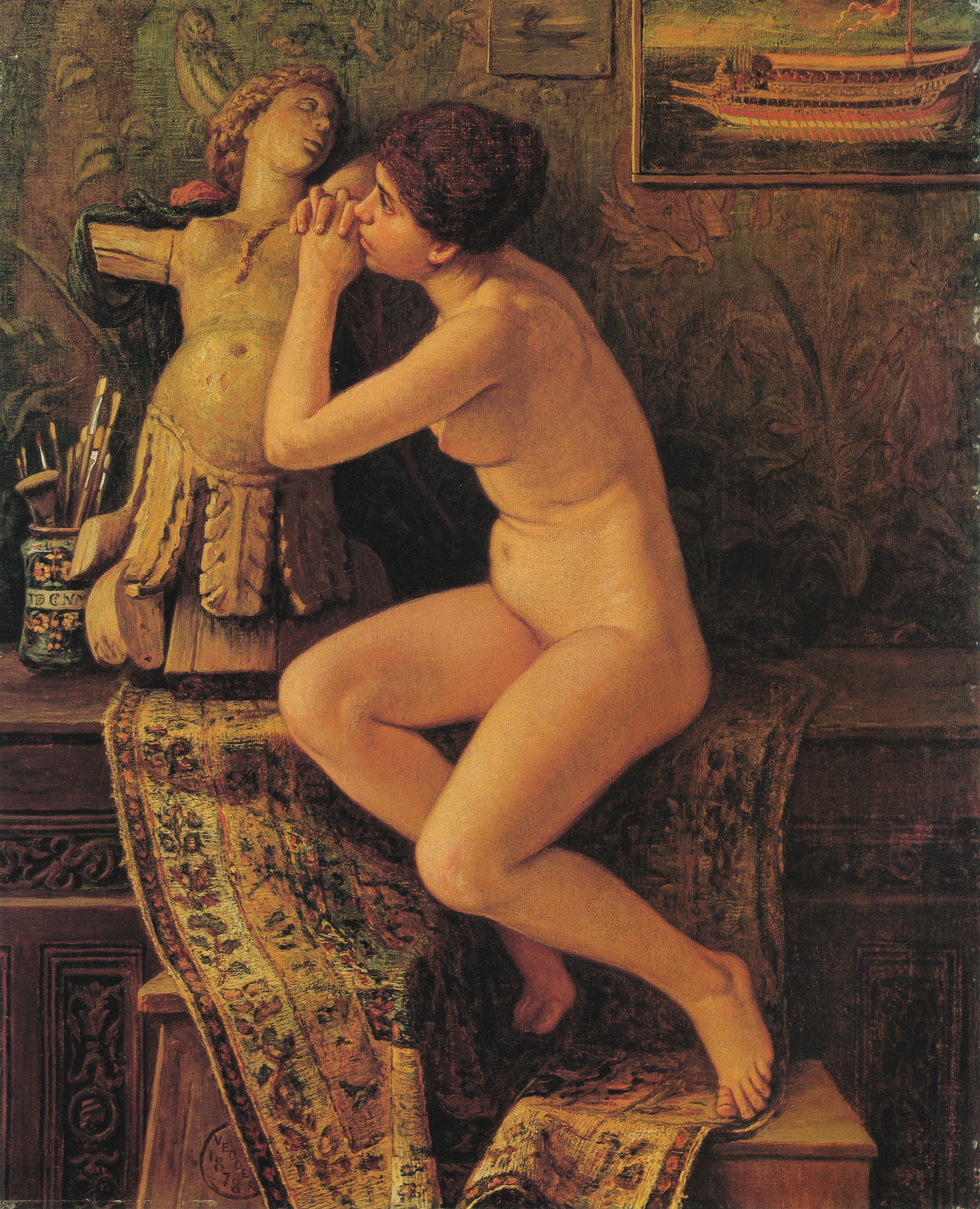
Elihu Vedder, Wenecka modelka, 1878
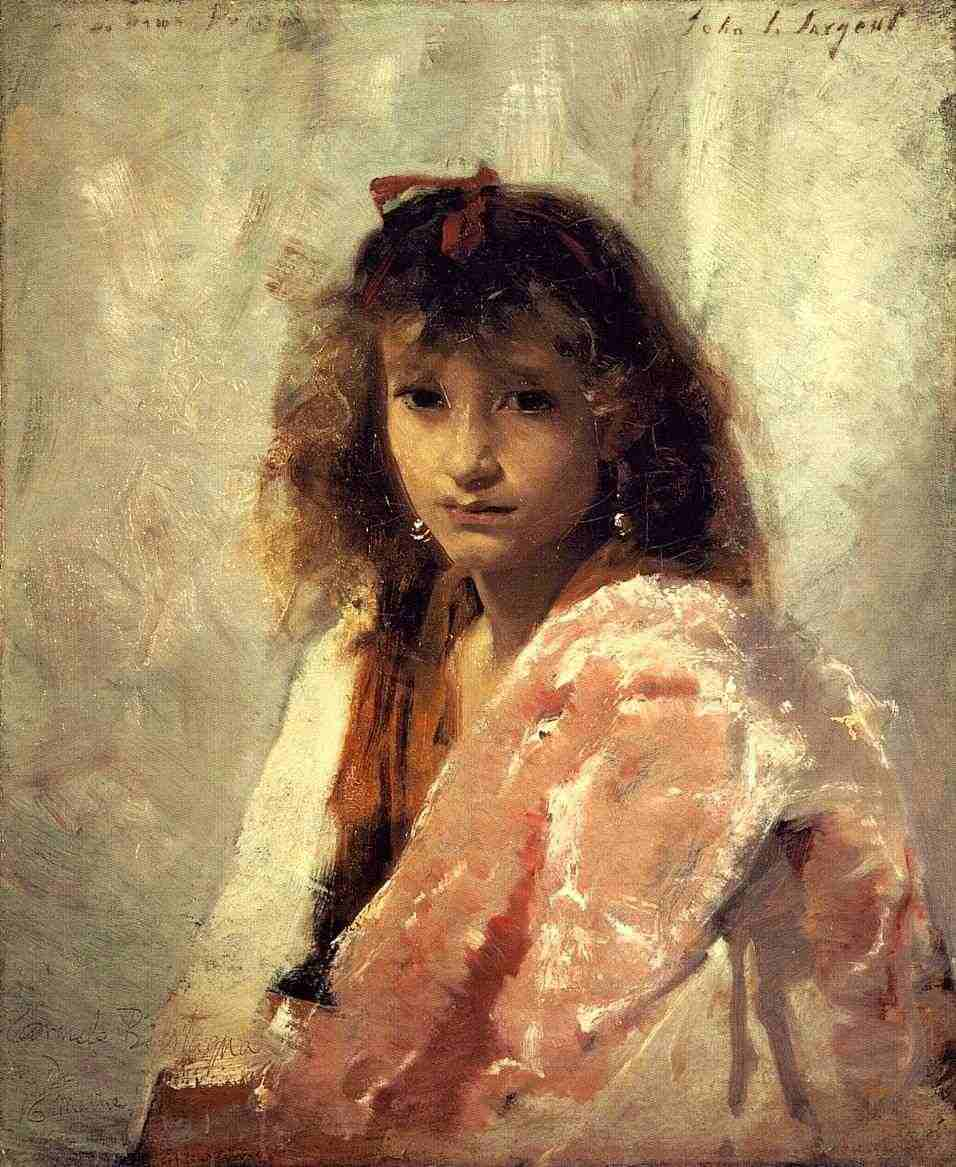
John Singer Sargent, Carmela Bertagna, ok. 1880
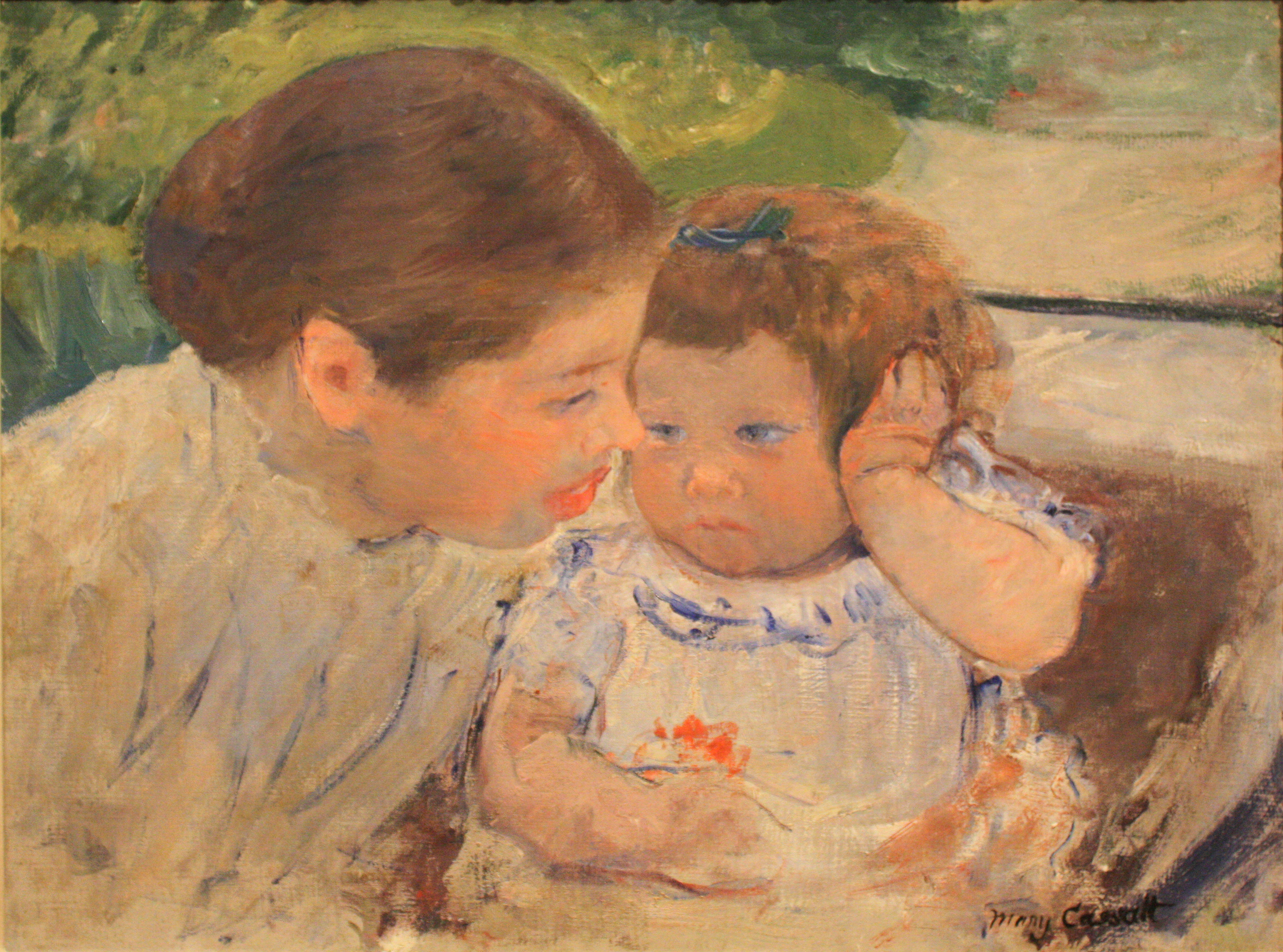
Mary Cassatt,  Zuzanna tuląca dziecko, nr 1, ok. 1881
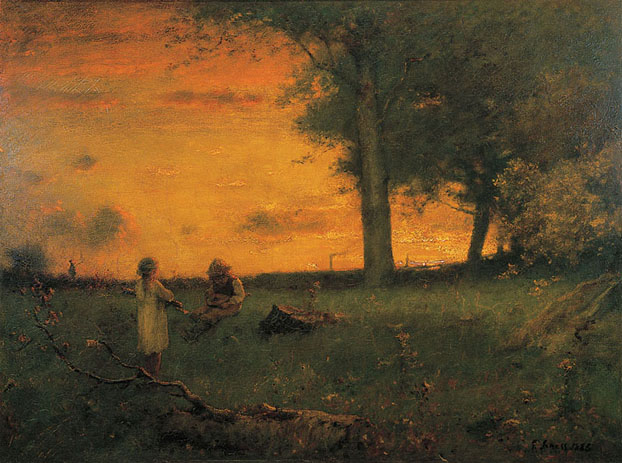
George Inness, Zachód słońca w Montclair, 1885
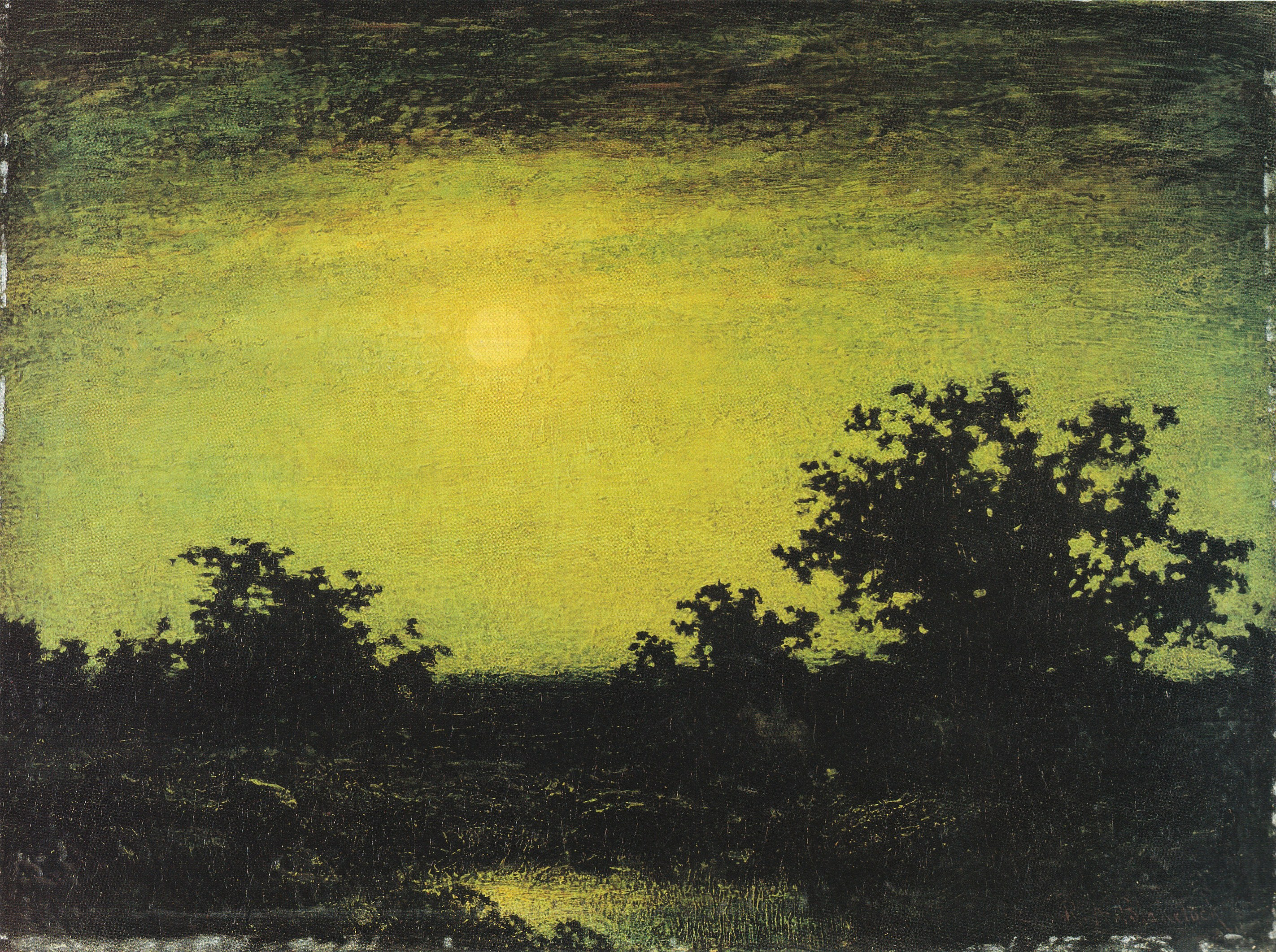
Ralph Albert Blakelock, Światło księżyca, ok. 1885–1890
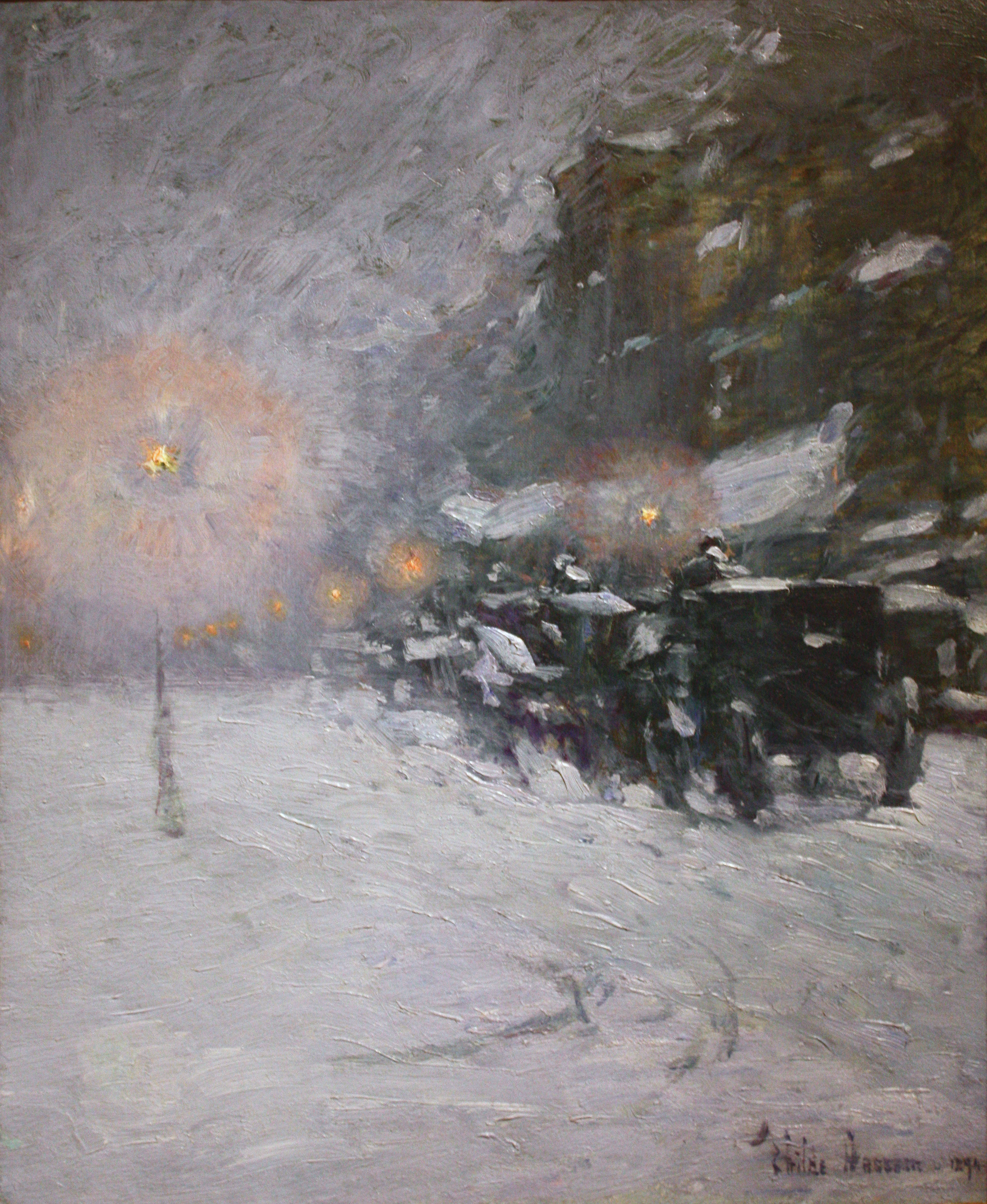
Childe Hassam, Zima. Północ, 1894
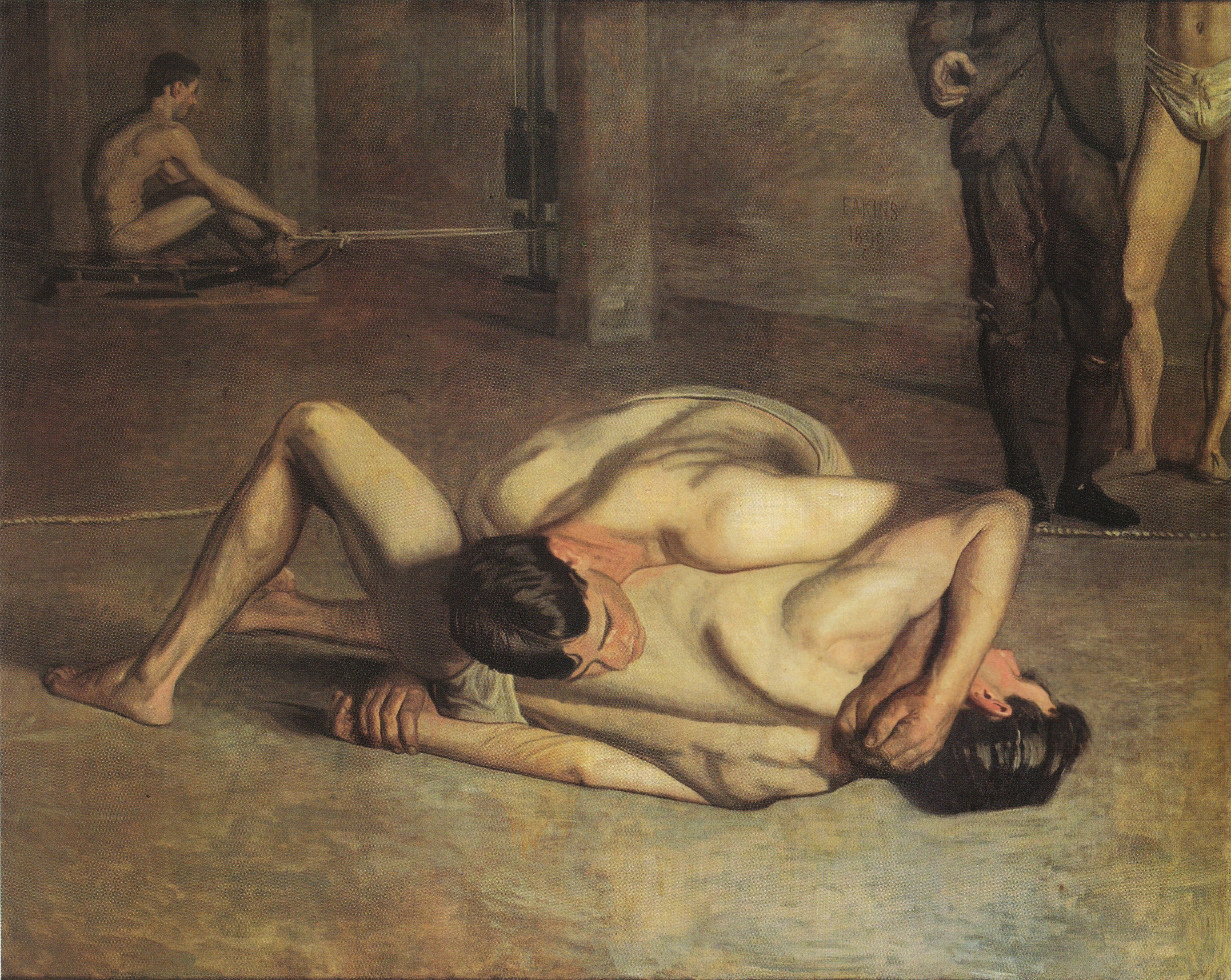
Thomas Eakins, Zapaśnicy, 1899
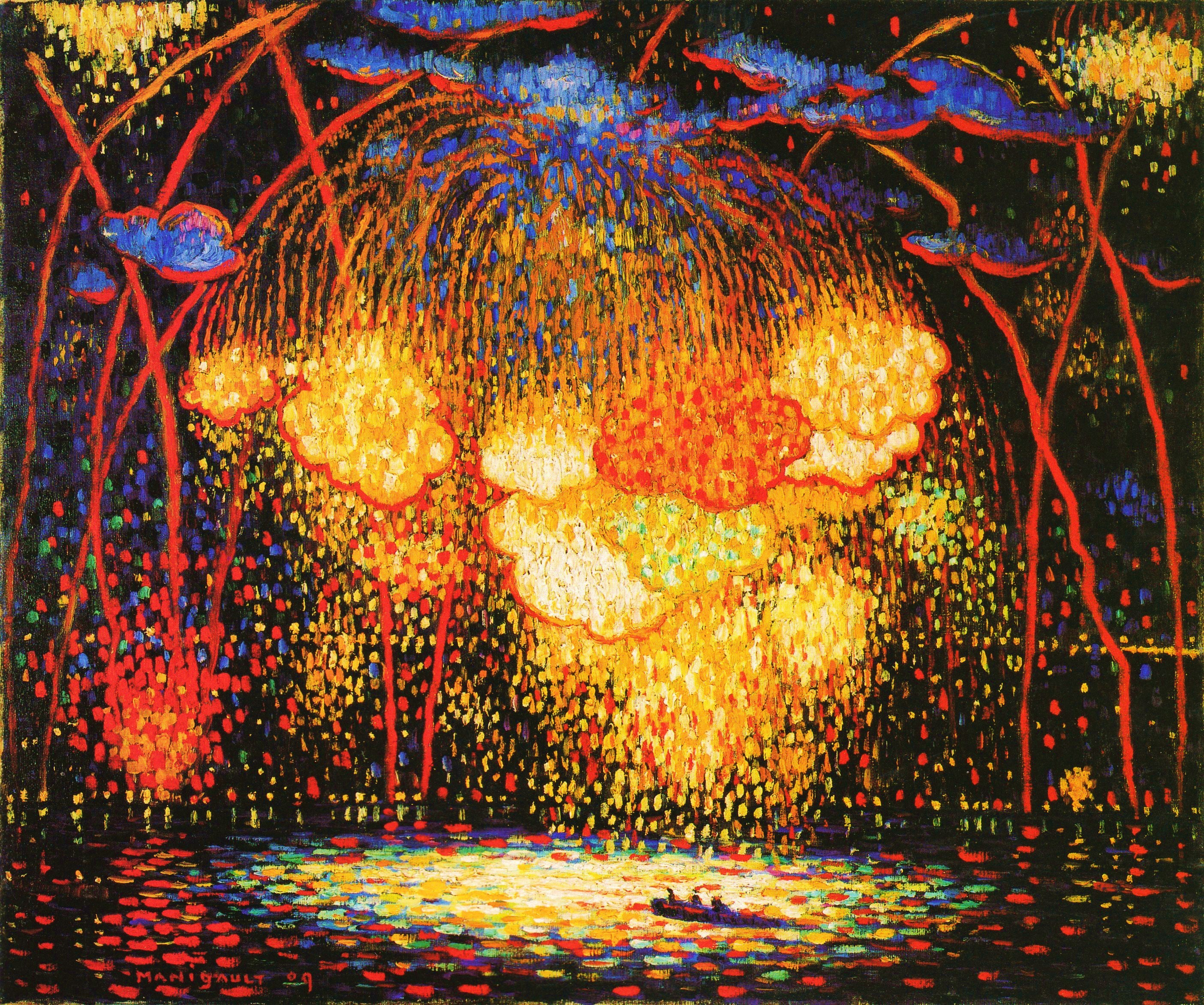
Edward Middleton Manigault, Raca, ok. 1909
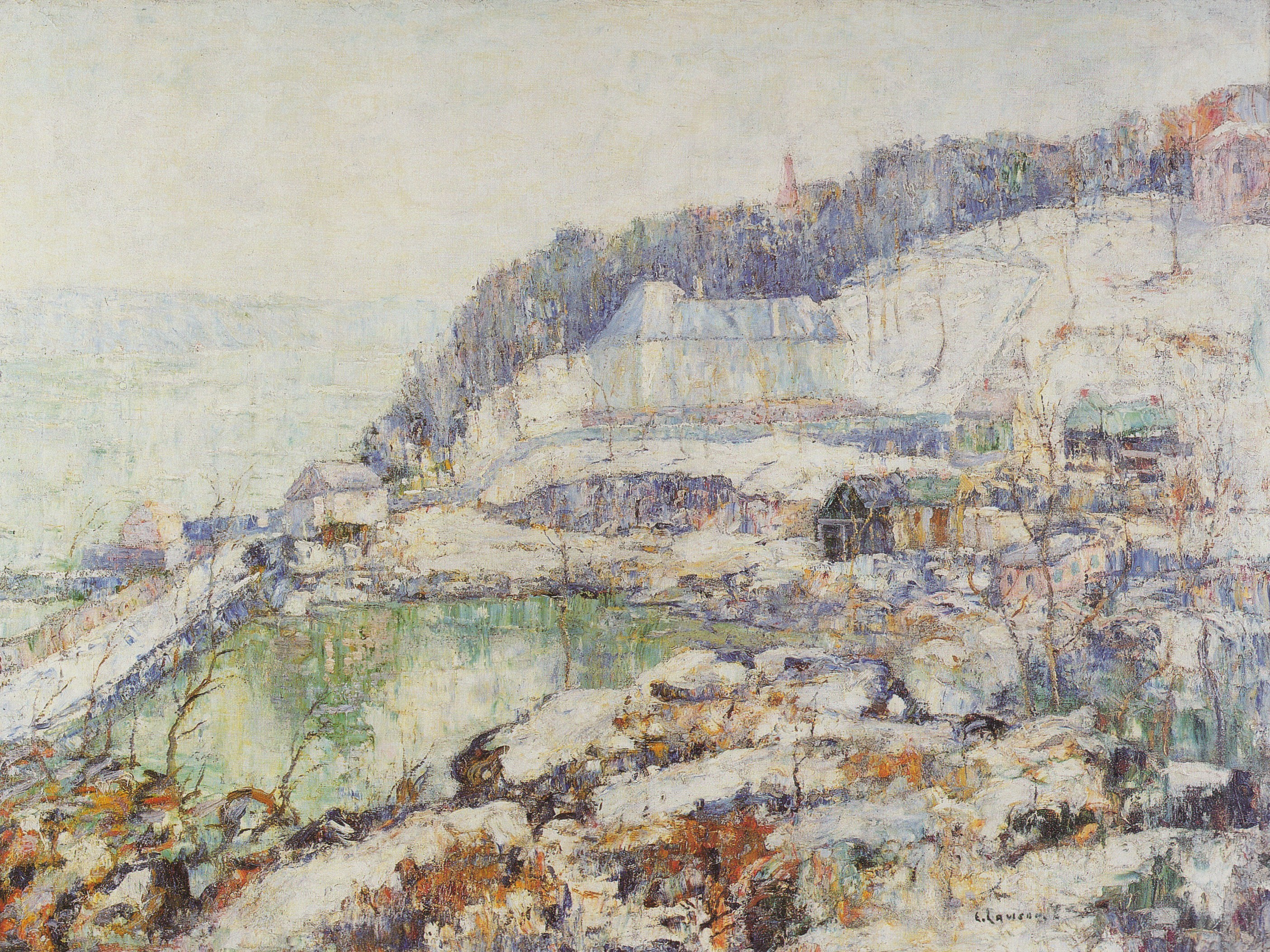
Ernest Lawson, Hudson w Inwood, ok. 1917
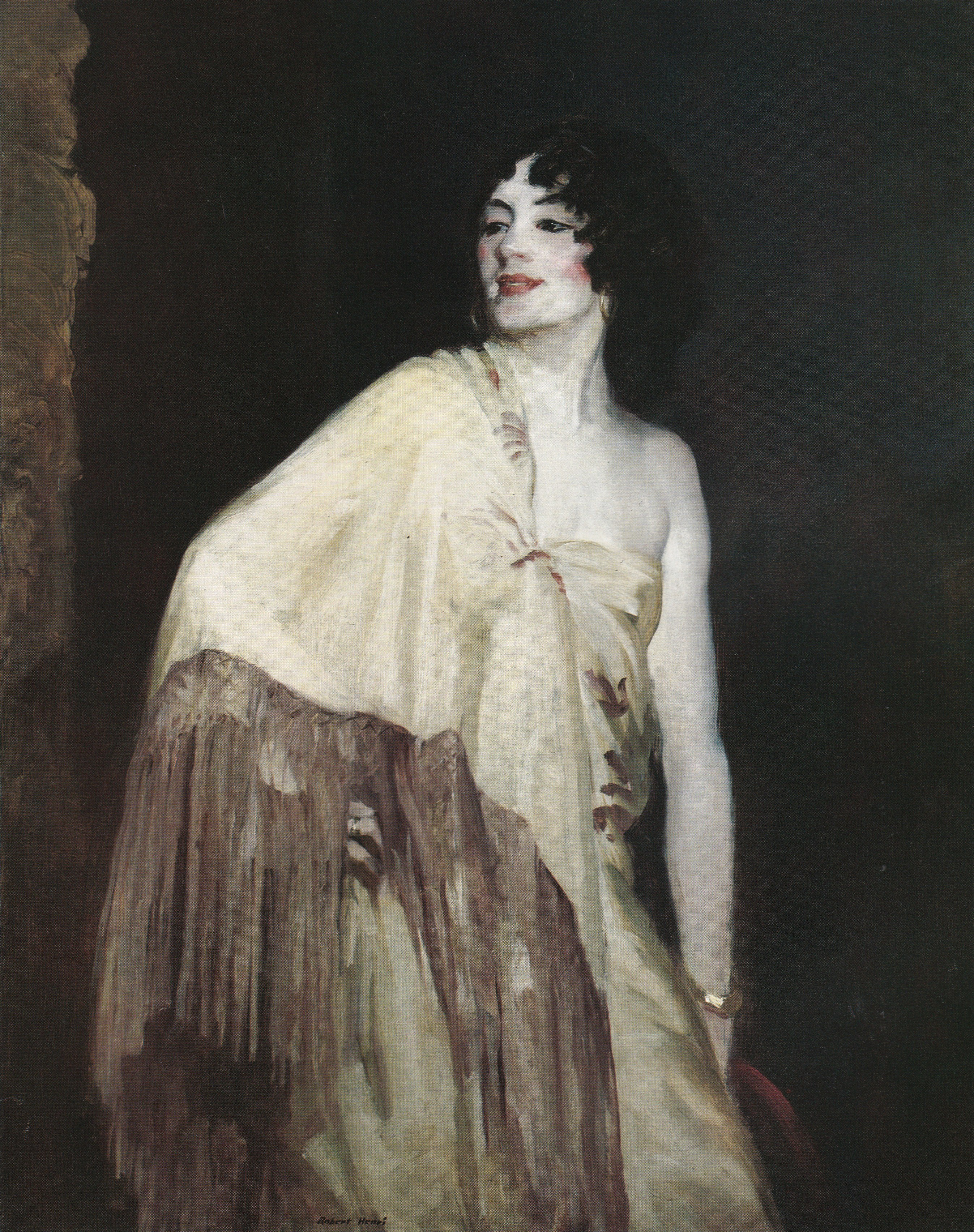
Robert Henri, Tancerka z żółtym szalem, ok. 1908

### Malarstwo europejskie

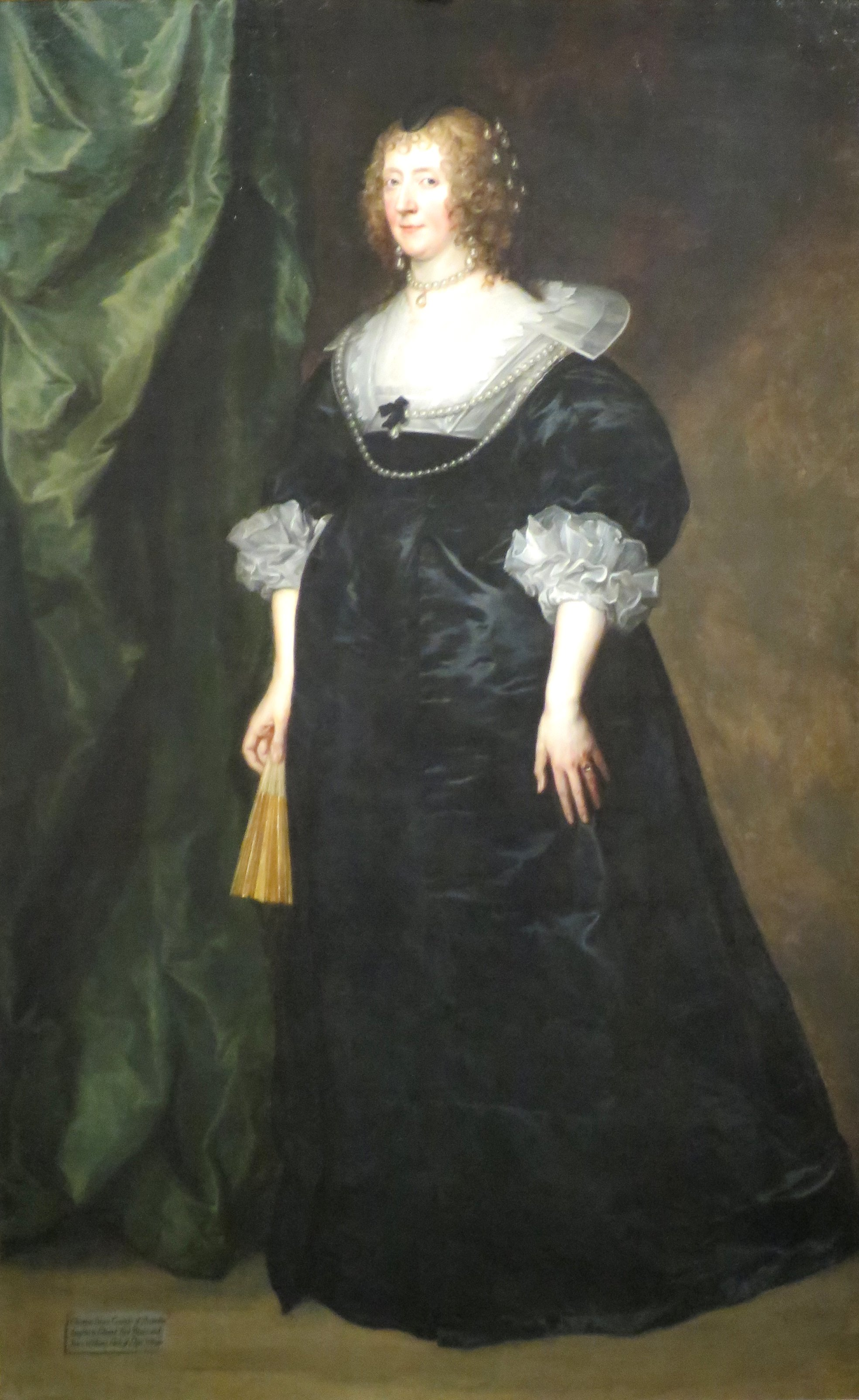
Antoon van Dyck, Portret Christian Cavendish, hrabiny Devonshire, ok. 1635
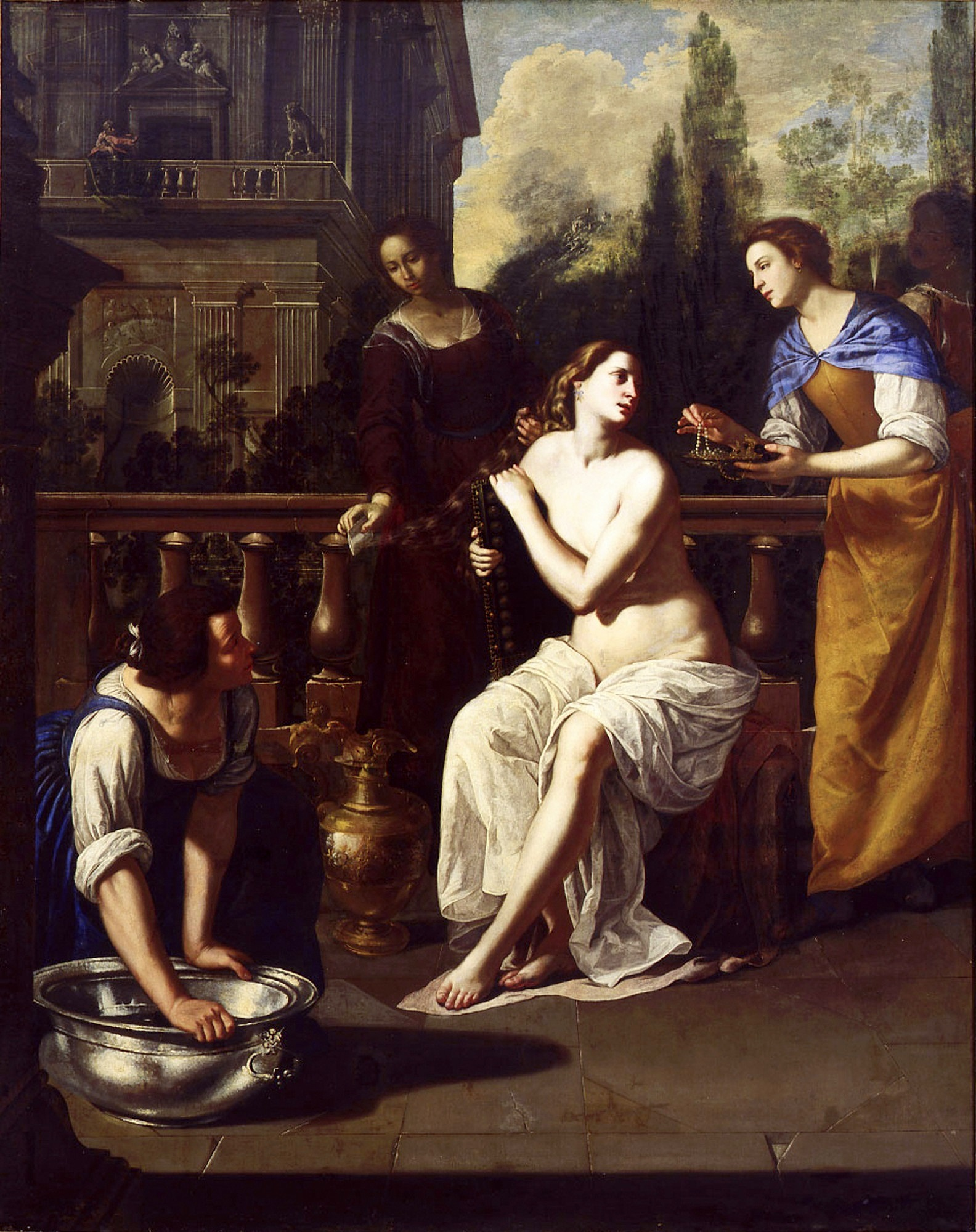
Artemisia Gentileschi, Batszeba, ok. 1636
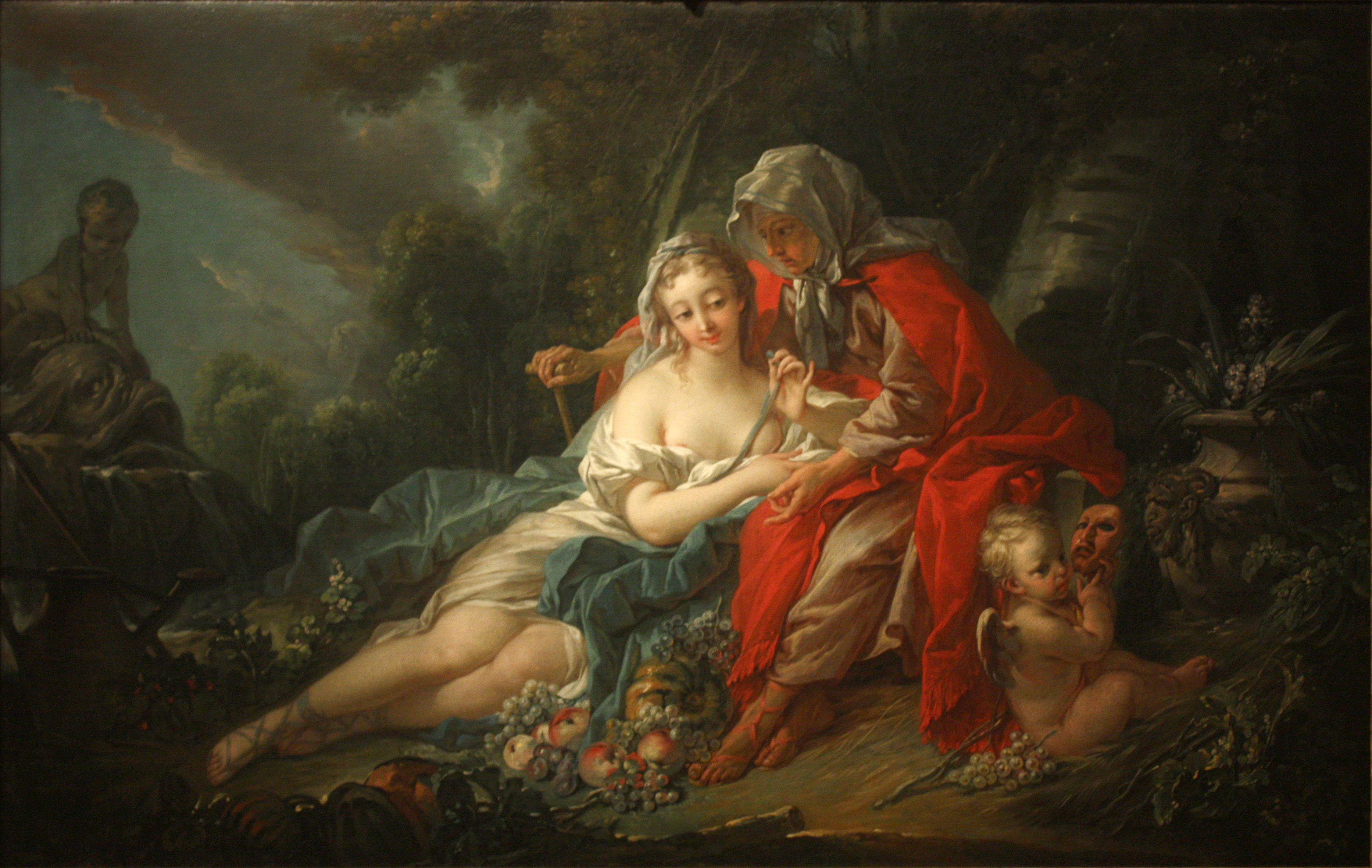
François Boucher, Ziemia:Wertumnus i Pomona, 1749
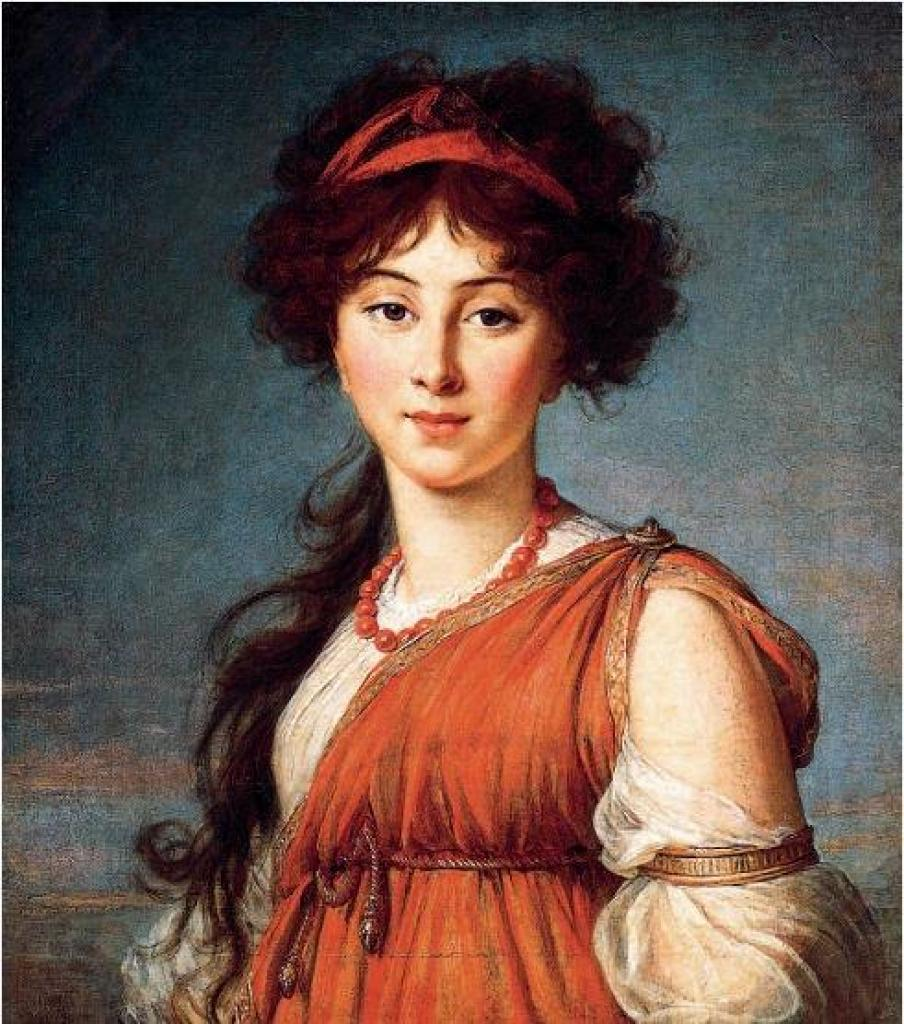
Élisabeth Vigée-Lebrun, Varvara Ivanovna Ladomirsky, 1800
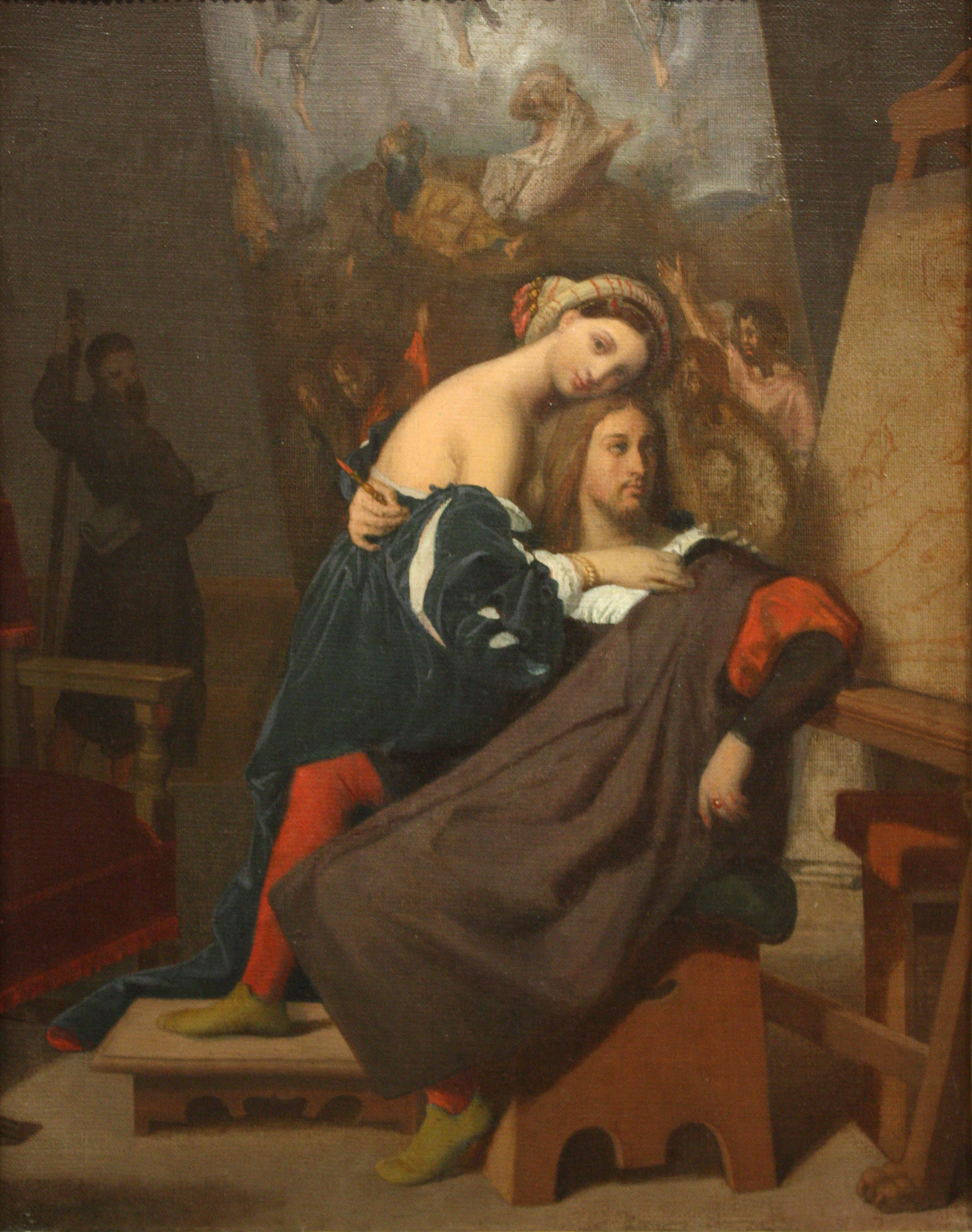
Jean-Auguste-Dominique Ingres, Rafael i córka piekarza, 1840
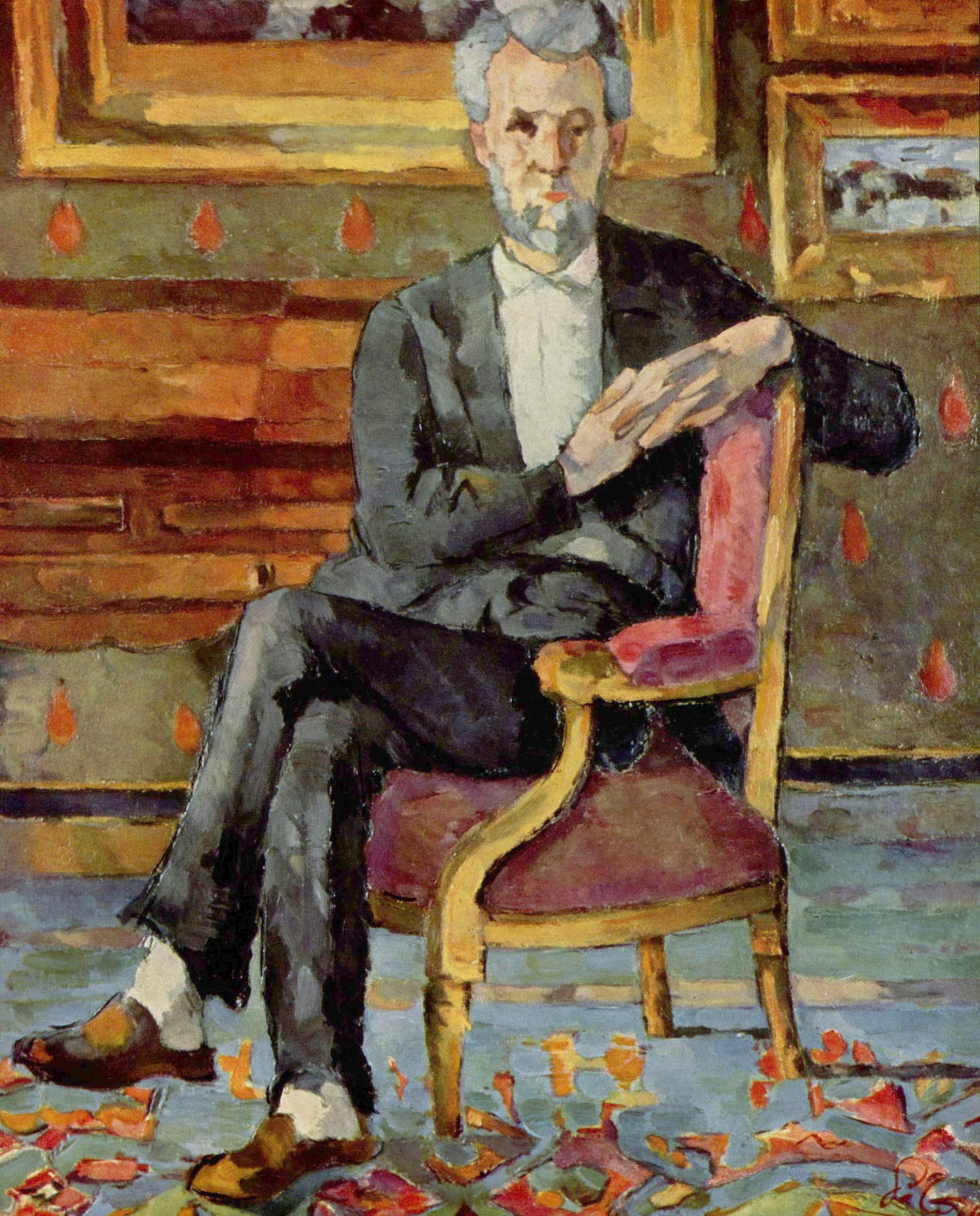
Paul Cézanne, Victor Chocquet siedzący, ok. 1877
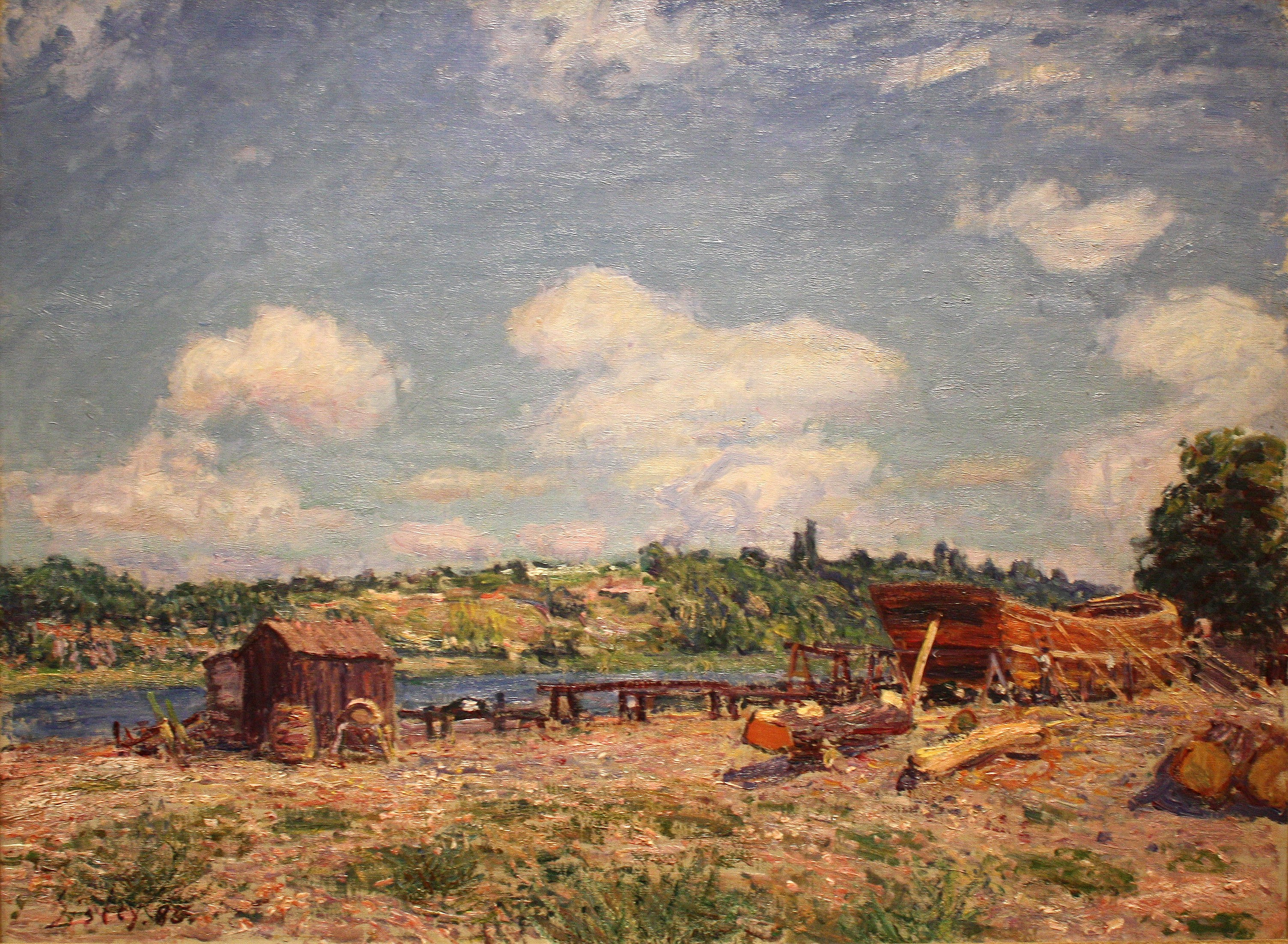
Alfred Sisley, Przystań w Saint-Mammes, 1885
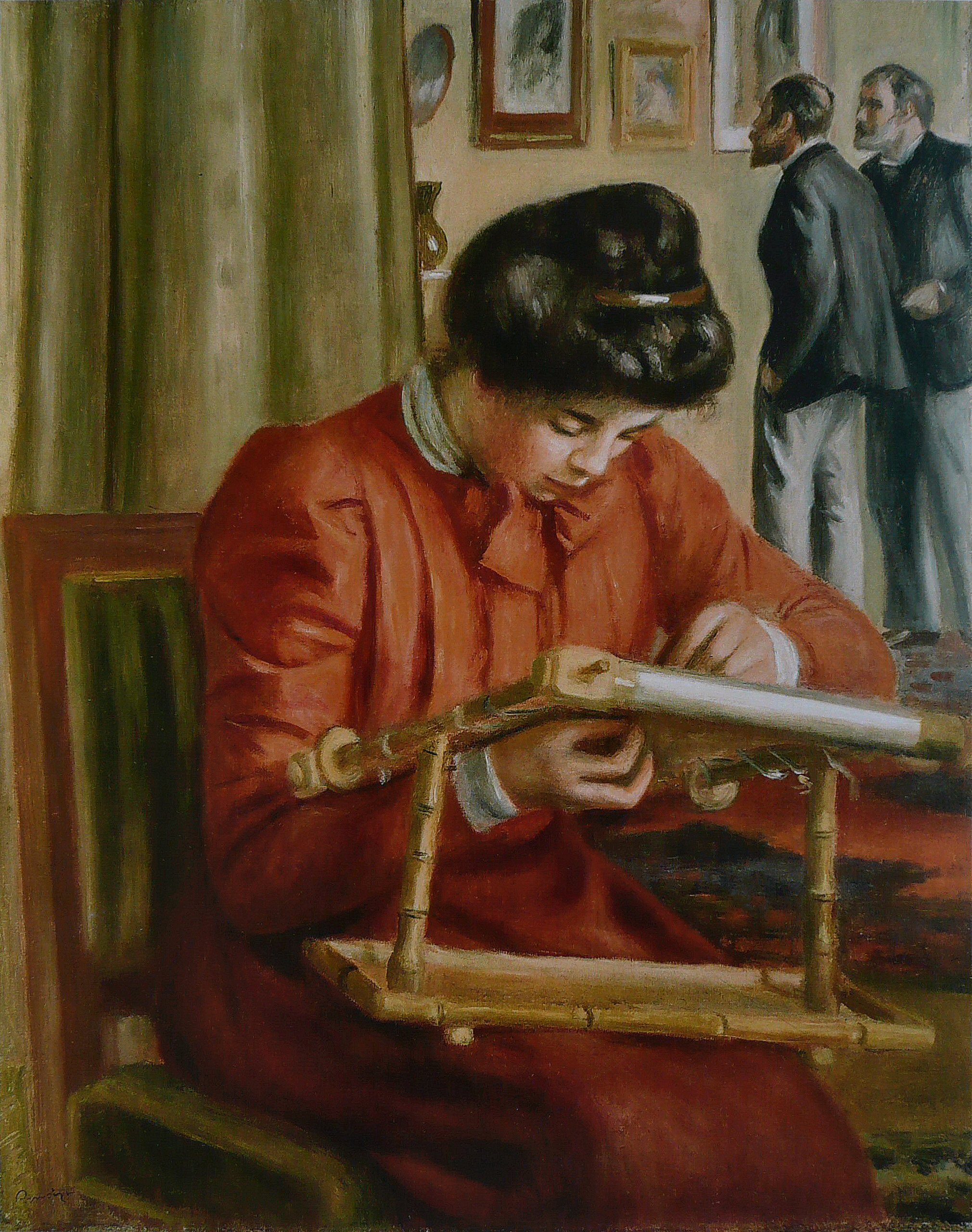
Auguste Renoir, Christine Lerolle szyjąca, ok. 1895
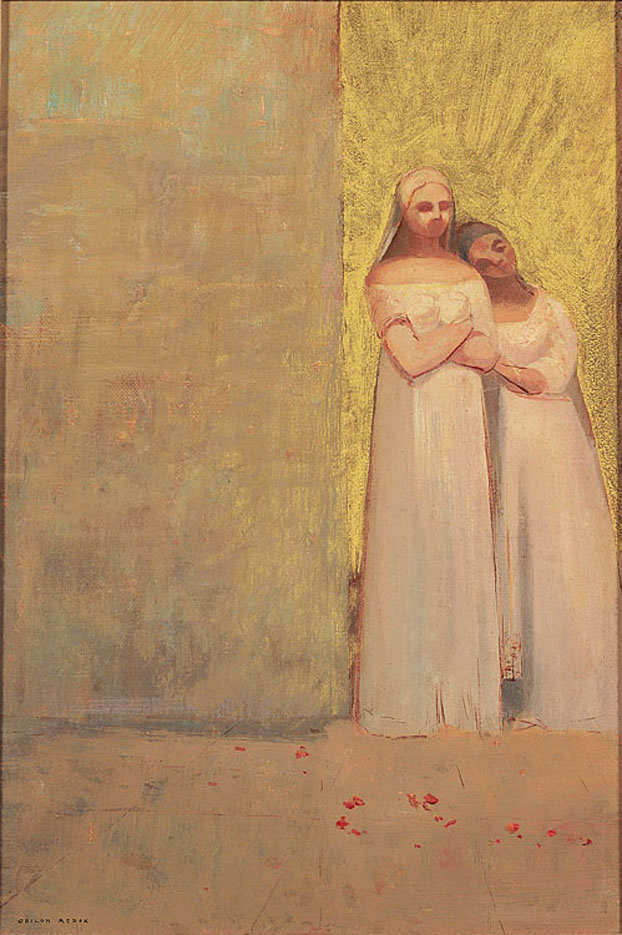
Odilon Redon, Dwie Gracje, ok. 1900
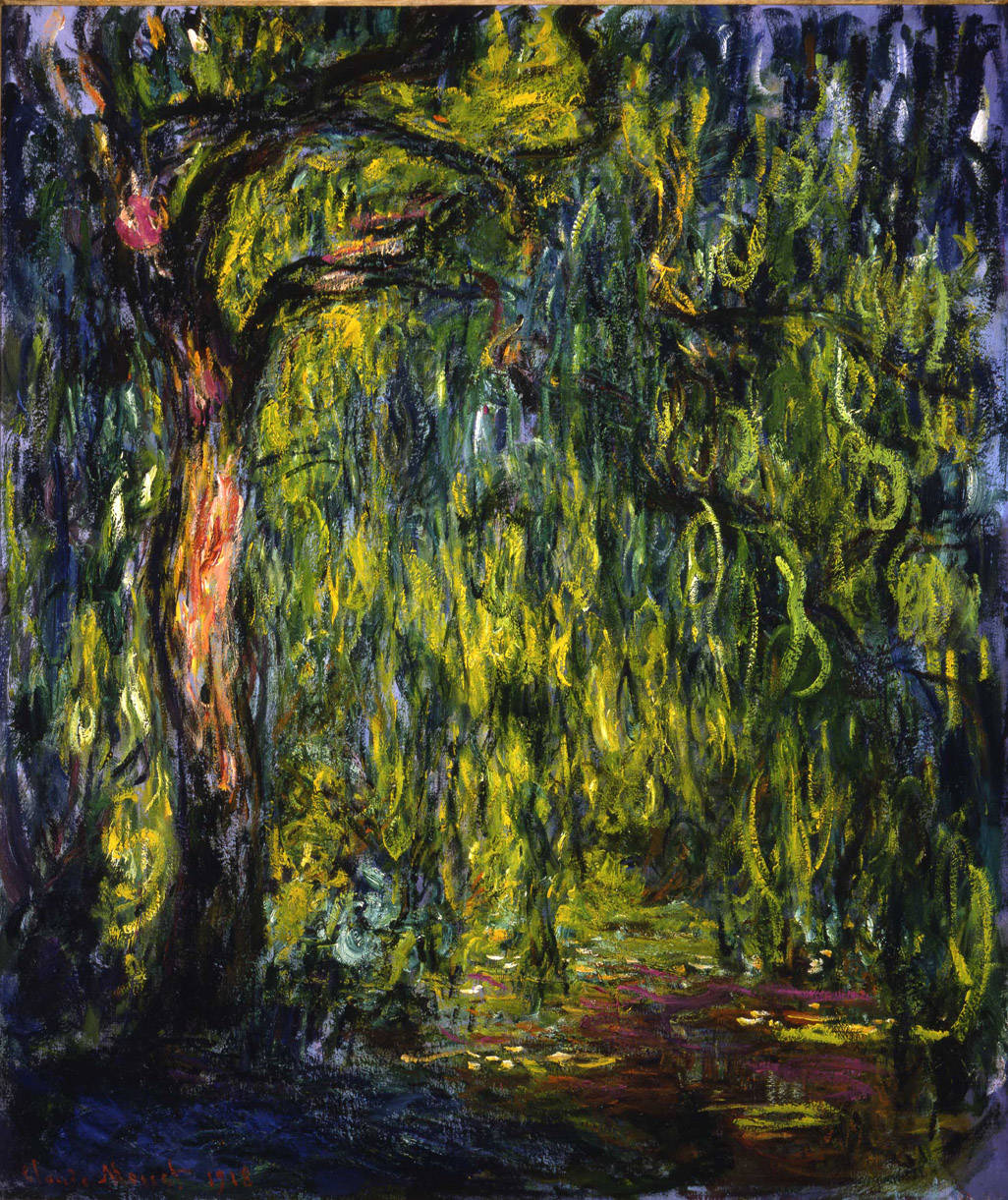
Claude Monet, Wierzba płacząca, 1918

### Sztuka nowoczesna

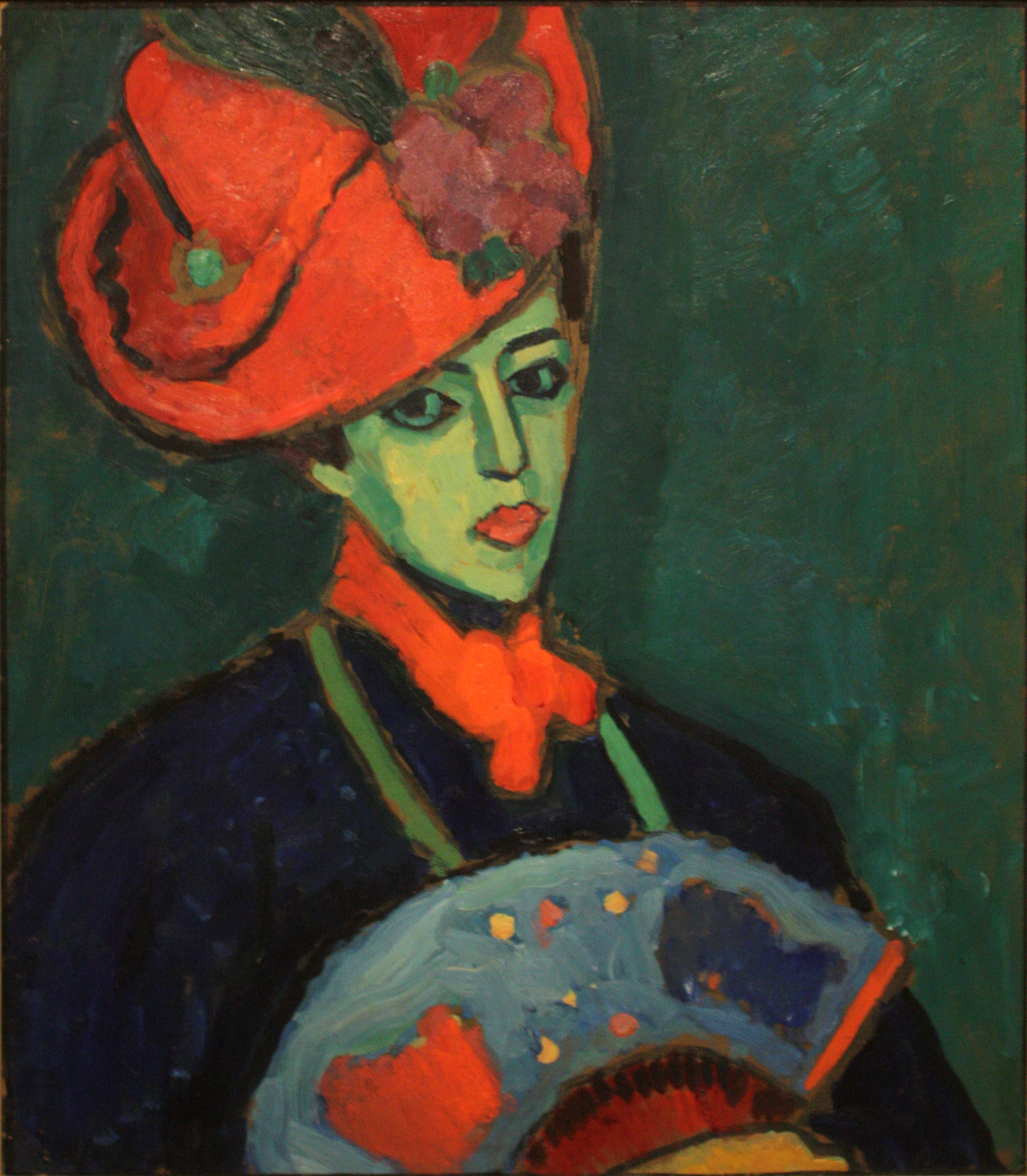
Aleksiej Jawlensky, Szokko w czerwonym kapeluszu, 1909
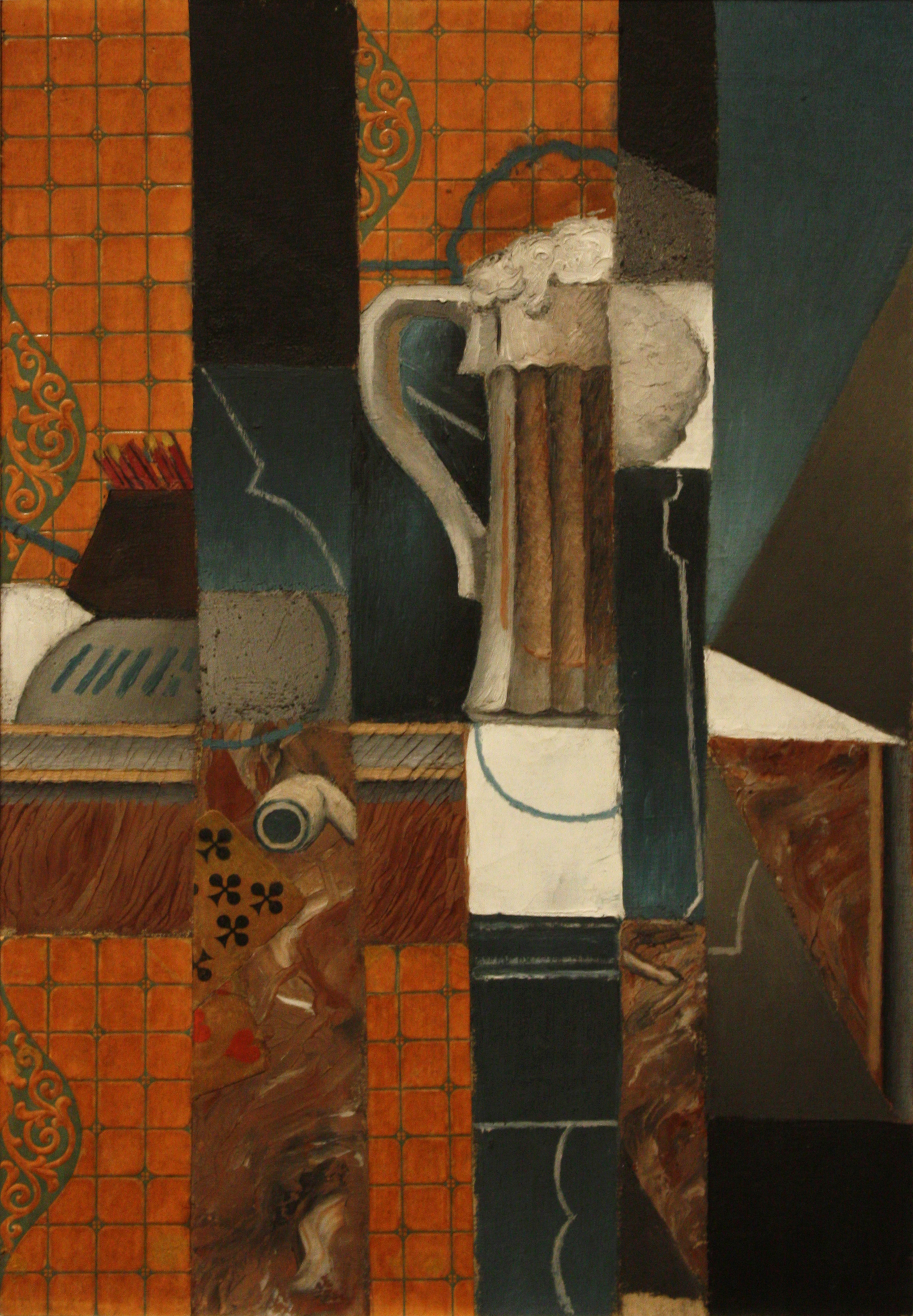
Juan Gris, Karty do gry i kufel piwa, 1913
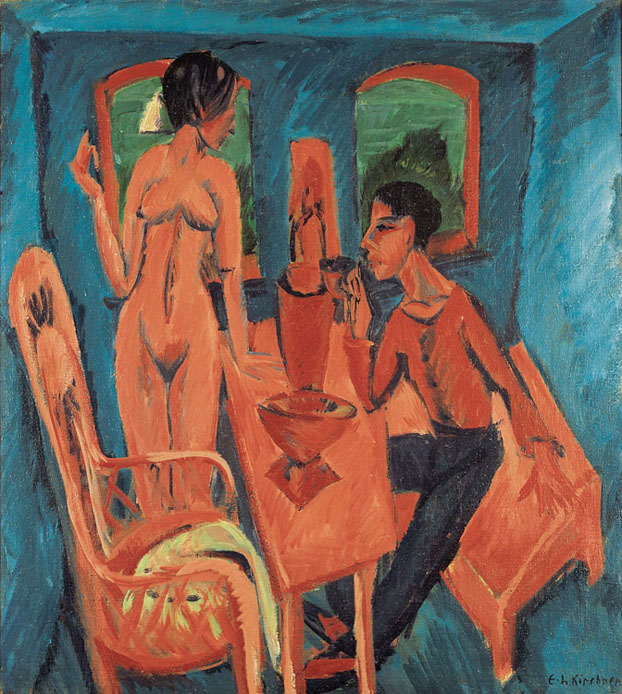
Ernst Ludwig Kirchner, Autoportret z Erną Schilling, 1913
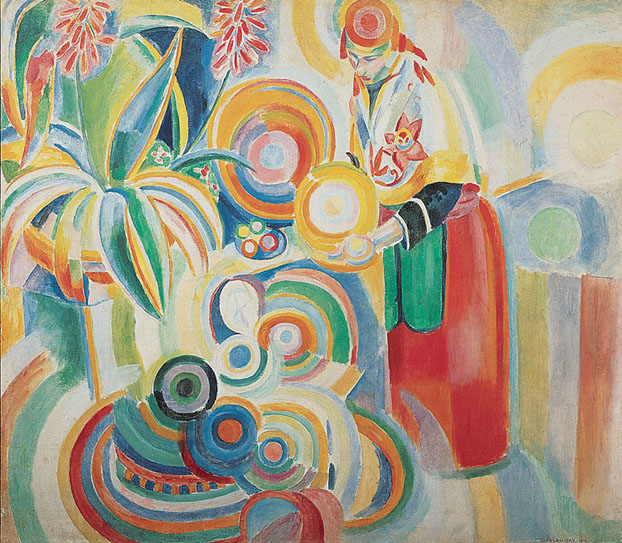
Robert Delaunay, Portugalka, 1916
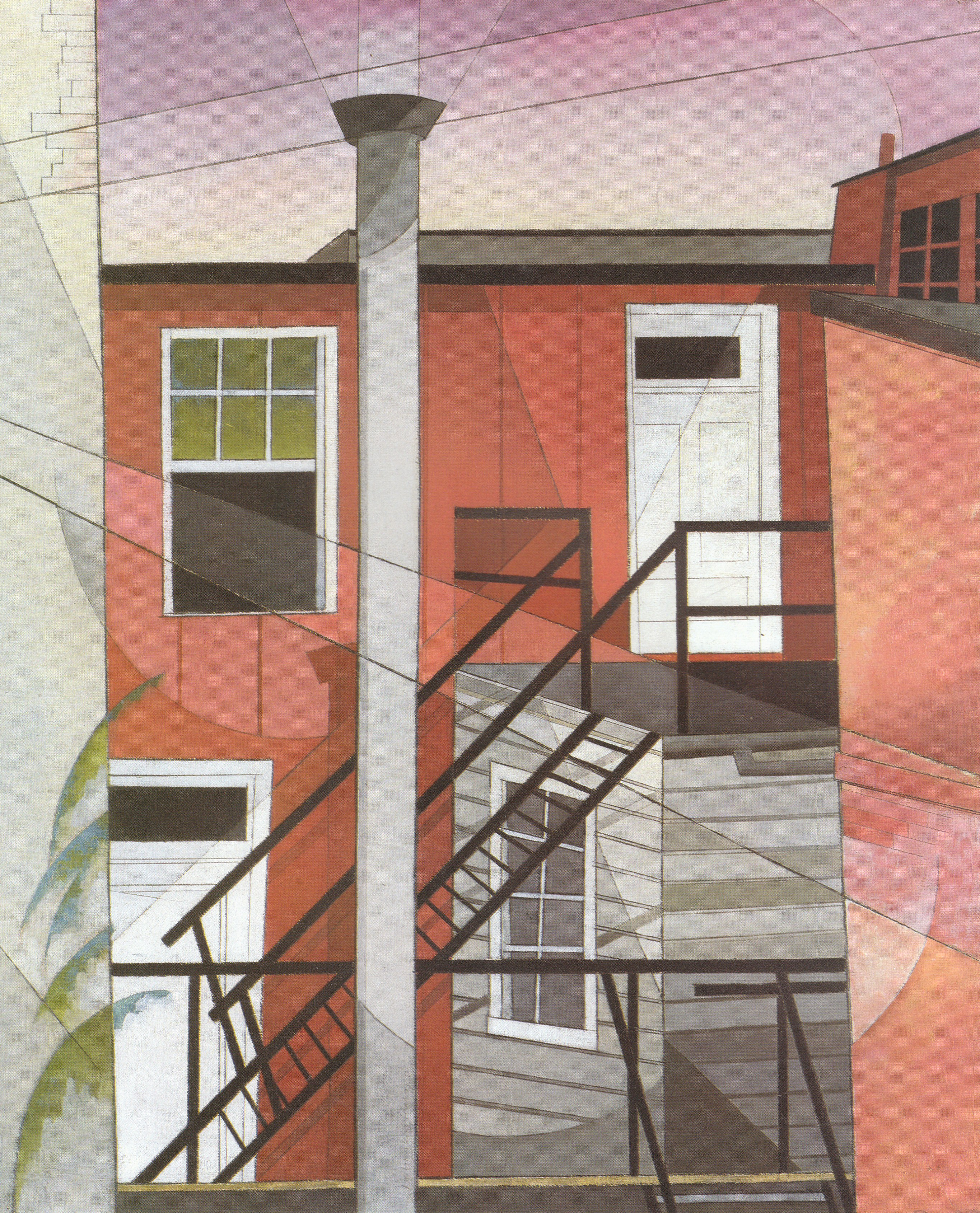
Charles Demuth, Nowoczesne udogodnienia, 1921